# 達里婭·卡薩特金娜
达里娅·谢尔盖耶夫娜·卡萨特金娜（俄语：Дарья Сергеевна Касаткина，羅馬化：Daria Sergeyevna Kasatkina，1997年5月7日—）是俄羅斯裔澳洲职业网球运动员。她的WTA生涯最高單打排名為第8名（2022年10月24日），共赢得过八座WTA巡回赛单打冠军。
卡薩特金娜在2015年轉職業。2014年法國網球公開賽，卡薩特金娜獲得青少年組女單冠軍。萨特金娜2019年成绩不尽理想跌入50名之后。然而，2021年卷土重来，两次夺冠重返前30，并在2022年重返前10名。

## 職業生涯

### 2016年：首次战胜前十名选手，世界排名前25名
年初第一場的WTA賽事奧克蘭公開賽打敗维纳斯·威廉姆斯。澳網第二輪，年僅18歲的卡萨金娜直落二輸給塞雷娜·威廉姆斯，緊接著聖彼得堡女子網球冠軍賽於八強苦戰三盤打敗頂尖好手Cibukova，最後於四強不敵Roberta Vinci，是唯一一位地主選手打進四強。四月紅土賽季的聯邦盃世界一組升降賽，卡萨金娜三盤惜敗前世界球后阿扎倫卡。在法網三盤敗給最後殺進四強的最大黑馬Kiki Bertens，其中卡萨金娜曾於比賽中請傷停時間，兩位選手賽後也有相擁抱。2016年里約奧運是唯一一位打進八強的俄羅斯女單選手。

### 2017年：第一个WTA单打冠军，克里姆林杯亚军
雪梨國際賽直落二擊敗世界第一的克伯

### 2022年：WTA 1000半决赛，世界第八，首次进入大满贯半决赛
2022年澳网，卡萨金娜位列25号种子，先后击败了资格赛选手沃格勒和玛格达，随后败给七号种子伊加·斯维亚特克。
2022年意大利公开赛，本赛季首次打入WTA1000巡回赛半决赛，也是她职业生涯的第二场该级别半决赛，在获得一个赛点后输给昂斯·贾巴尔；之后她重返排名前20。  
2022年法网，卡萨金娜以20号种子身份击败了丽贝卡·什拉姆科娃 、资格赛选手费尔南达·孔特雷拉斯 、谢尔比·罗杰斯和28号种子卡米拉·乔治进入八强，追平了她自2018年以来在巡回赛中的最佳成绩。然后她更进一步，击败同胞和29号种子维罗尼卡·库德梅托娃。她的首次大满贯半决赛今年第四次输给世界第一的伊加·斯维亚特克；也达成了自2019年初以来，她首次重返前15名。
2022年8月8日，硅谷网球精英赛決賽對謝比爾·羅傑斯，先以7-6落後一盤情況下，以6-1，6-2連贏兩盤反勝本土作戰的美國對手，贏得該站冠軍，凭借此冠她的排名创职业生涯新高，世界排名第9。
2022年10月24日达到了世界第8位，创职业生涯新高，也首次取得资格参加WTA年终总决赛。2022WTA年终总决赛上，小组赛阶段卡萨特金娜在她的第一场比赛中再次输给了斯威泰克，之后直落两盘战胜可可·高夫，赢得了她的第一场胜利，但之后不敌卡罗琳·加西亚，无缘半决赛。

## WTA巡回赛决赛

### 单打: 9 (6-7)
| 图例                          |
| ----------------------------- |
| WTA1000巡迴賽 (0–0)           |
| WTA超五赛 / WTA 500 (0–3)     |
| WTA国际巡回赛 / WTA 250 (2–3) |

| 按场地类型 |
| ---------- |
| 硬地 (1–5) |
| 草地 (0–0) |
| 紅土 (1–1) |
| 地毯 (0–0) |

| 结果 | 胜-负 | 日期      | 巡回赛                         | 级别    | 场地     | 对手                    | 比分               |
| ---- | ----- | --------- | ------------------------------ | ------- | -------- | ----------------------- | ------------------ |
| 胜   | 1–0   | 2019年7月 | 布加勒斯特公开赛, 羅馬尼亞     | 国际赛  | 紅土     | 帕翠夏·玛丽亚·蒂吉      | 6–2, 6–0           |
| 负   | 1–1   | 2019年9月 | 江西网球公开赛, 中国           | 国际赛  | 硬地     | 瑞贝卡·皮特森           | 2–6, 0–6           |
| 负   | 1–2   | 2020年1月 | 深圳公开赛, 中国               | 国际赛  | 硬地     | 叶卡捷琳娜·亚历山德罗娃 | 2–6, 4–6           |
| 胜   | 2–2   | 2020年1月 | 霍巴特国际赛,                  | 国际赛  | 硬地     | 张帅                    | 7–6(9–7), 6–3      |
| 负   | 2–3   | 2020年2月 | 圣彼得堡女子网球冠军赛, 俄羅斯 | 超五赛  | 室内硬地 | 基基·贝尔腾斯           | 1–6, 3–6           |
| 负   | 2–4   | 2020年2月 | 迪拜网球锦标赛, 阿联酋         | 超五赛  | 硬地     | 西莫娜·哈勒普           | 6–3, 3–6, 6–7(5–7) |
| 胜   | 2–5   | 2022年8月 | 硅谷网球精英赛, 美国           | WTA 500 | 硬地     | 谢尔比·罗杰斯           | 6(2)–7 6–1 6–2     |
| 胜   | 2–6   | 2022年8月 | 格兰比网球锦标赛, 加拿大       | WTA 250 | 硬地     | 达里娅·萨维尔           | 6–4, 6–4           |
| 负   | 2–7   | 2023年1月 | 阿德莱德国际赛,                | WTA 500 | 硬地     | 貝琳達·本契奇           | 0–6,2–6            |

### 双打: 2 (0个冠军)
| Legend           |
| ---------------- |
| Grand Slam (0–0) |
| WTA 1000 (0–1)   |
| WTA 500 (0–1)    |
| WTA 250 (0–0)    |

| Finals by surface |
| ----------------- |
| Hard (0–2)        |
| Grass (0–0)       |
| Clay (0–0)        |
| Carpet (0–0)      |

| 结果 | 胜-负 | 日期       | 巡回赛                     | 级别     | 场地 | 搭档                      | 对手                      | 比分          |
| ---- | ----- | ---------- | -------------------------- | -------- | ---- | ------------------------- | ------------------------- | ------------- |
| 负   | 0–1   | 2021年10月 | 印第安纳威尔斯公开赛, 美国 | WTA 1000 | 硬地 | 维罗妮卡·库德梅托娃       | 谢淑薇 爱丽丝·梅尔滕斯    | 6–7(1–7), 3–6 |
| 负   | 0–2   | 2023年1月  | 阿德莱德国际赛1,           | WTA 500  | 硬地 | 安娜斯塔西亚·帕夫柳琴科娃 | 泰勒·湯森 路易莎·斯蒂凡尼 | 5-7 6(3)-7    |

## 国家队
2020-21年比利·简·金杯决赛中，她被提名为球队排名第二的选手。卡萨金娜在小组赛中直落两盘击败赵一羽，决赛中击败了伊尔·泰希曼，帮助俄罗斯获得了自2008年以来的第一个冠军。

## 个人生活
卡萨金娜最喜欢的网球运动员是拉斐尔·纳达尔。在女子选手中，则是佩特拉·科维托娃 和玛丽亚·莎拉波娃。她更喜欢看男子网球而不是女子网球，她因为男球员更擅长发球和在球场上四处跑动。卡萨金娜喜欢一般的运动，包括足球。她是巴塞罗那足球俱乐部球迷。 
卡萨金娜在职业生涯中得到阿迪达斯、Tecnifiber和Instaforex的赞助。由于一系列糟糕的结果，耐克的赞助于2021年结束。
2022年7月，卡萨金娜以女同性恋身份出柜，并在接受采访时表示她与花样滑冰运动员纳塔利娅·扎比亚科交往。 采访中，她公开反对俄罗斯对LGBTQ社区的态度和对权利的限制；她也谴责俄罗斯入侵乌克兰，呼吁结束俄罗斯的侵略，并声援乌克兰人民。 

## 外部連結
- 達里婭·卡薩特金娜的国际女子网球协会官方資料（英文）
- 達里婭·卡薩特金娜的國際網球總會 職業／青少年 官方資料（英文）
- Fed Cup - Player profile - Daria Kasatkina (RUS) （页面存档备份，存于）